# بیل پسی
بیل پسی (به انگلیسی: Bill Posey) نمایندهٔ حوزه انتخابیه هشتم فلوریدا از حزب جمهوری‌خواه ایالات متحده آمریکا در مجلس نمایندگان ایالات متحده آمریکا است که برای نخستین‌بار در ۲۳ ژانویه ۲۰۰۹ میلادی به‌عضویت این مجلس درآمد.